# ラフェイスプロ
ラフェイスプロ株式会社（英文社名；LAUGHFACE INC.）は、東京都渋谷区に本社を置く日本の芸能プロダクション、モデルエージェンシー。
2011年9月1日に「株式会社ラフェイス」として設立後、2019年6月1日付で現在の社名に変更。
福岡県福岡市に事業部を置き、現地モデル・タレントやローカルアイドルのマネジメントも行っている。
代表取締役社長の矢部美幸（やべ よしゆき）は、ナインティナイン・矢部浩之の実兄。

## 所在地
- 東京本社：東京都渋谷区東1-8-3 グレイスコート東407号
- 福岡事業部：福岡県福岡市中央区天神2丁目3-10 天神パインクレスト1024

## 所属モデル・タレント
※2025年7月現在
- 963
  - 前田鮎花 （ミスマガジン2019読者特別賞）
  - 辻󠄀優衣（ミスマガジン2021読者特別賞）
- 彼女のサーブ&レシーブ
  - 安達葵紬（2023 BEST OF MISS TOKYO 審査員特別賞）
  - 畠山英莉
- 藤江紗愛
- 稲光亜依（制コレ24グランプリ、ミスセブンティーン2024）
- 奥村桃夏（カンコー委員会8期生）
- ファンタジスタ徳永（業務提携）
- 中村卓二（元ギンギラ太陽'S）（業務提携）
- KING 3LDK（脱線3）（業務提携）

### 過去の所属モデル・タレント
- 渡辺アリサ
- 浦底瑛月（元963）
- 古賀哉子（元963・LaLuce）
- 松雪なな（ミスiD2013ファイナリスト）
- 稲田南子
- 久保田葵
- 大塚桃子
- 永富仁衣菜
- 野田愛由美
- 今道千聡
- 岩本友里亜（元963）
- 平野花菜（元963）
- 奥田七海（元963）
- 徳安雅（元ラフ☆ちっく）
- 内田百合菜（元ラフ☆ちっく）
- 斎藤由衣（元ラフ☆ちっく）
- あいか（元ラフ☆ちっく）
- SORA（神戸コスプレコレクション2010ウォーキング部門、2010・2011パフォーマンス部門優勝）

他